# Palimna indica
Palimna indica är en skalbaggsart som beskrevs av Stephan von Breuning 1938. Palimna indica ingår i släktet Palimna och familjen långhorningar.
Artens utbredningsområde är Myanmar. Inga underarter finns listade i Catalogue of Life.